# 14-й танковий корпус (Третій Рейх)
XIV-й (14-й) та́нковий ко́рпус (нім. XIV.Panzerkorps) — танковий корпус Вермахту в роки Другої світової війни. XIV-й танковий корпус був створений 21 червня 1942 шляхом перейменування 14-го моторизованого корпусу.

## Райони бойових дій
- СРСР (південний напрямок) (червень — жовтень 1942);
- Сталінград (жовтень 1942 — січень 1943);
- Франція (березень — червень 1943);
- Італія (червень 1943 — травень 1945).

## Командування

### Командири
- генерал від інфантерії Густав Антон фон Вітерсхейм (нім. Gustav Anton von Wietersheim) (21 червня — 14 вересня 1942);
- генерал-лейтенант, з 1 жовтня 1942 генерал танкових військ Ганс-Валентін Губе (нім. Hans-Valentin Hube) (14 вересня 1942 — 17 січня 1943);
- генерал-лейтенант Гельмут Шлемер (нім. Helmuth Schlömer) (17 січня — 5 березня 1943);
- генерал танкових військ Ганс-Валентін Губе (5 березня — 2 вересня 1943);
- генерал танкових військ Герман Бальк (нім. Hermann Balck) (2 вересня — 1 жовтня 1943);
- генерал танкових військ Ганс-Валентін Губе (1 — 22 жовтня 1943);
- генерал танкових військ Фрідолін фон Зенгер унд Еттерлін (нім. Fridolin von Senger und Etterlin) (22 жовтня 1943 — 8 травня 1945).

## Нагороджені корпусу
Нагороджені корпусу
|  | Кавалери Лицарського хреста Залізного хреста з Дубовим листям, Мечами та Діамантами | 2 (№ 13 генерал танкових військ Ганс-Валентін Губе - 20.04.1944) № 19 генерал танкових військ Герман Бальк - 31.08.1944) |

## Бойовий склад 14-го танкового корпусу
Формування управління, забезпечення та підтримки
- 414-те артилерійське командування (Arko 414);
- 60-й корпусний батальйон зв'язку (Korps-Nachrichten-Abteilung 60);
- 414-те управління корпусного постачання (Korps-Nachschubtruppen 414).

- 14-та танкова дивізія (14. Panzer-Division);
- 60-та моторизована дивізія (60. Infanterie-Division (mot.).

- 16-та танкова дивізія (16. Panzer-Division);
- 3-тя моторизована дивізія (3. Infanterie-Division (mot.);
- 60-та моторизована дивізія.

- 3-тя моторизована дивізія;
- 29-та моторизована дивізія (29. Infanterie-Division (mot.);
- 1-ша кавалерійська дивізія (Румунія) (1. (rumänische) Kavallerie-Division);
- Бойова група «Варбольд» (Kampfgruppe Warmbold);
- Бойова група «Кармон» (Kampfgruppe Carmon).

- 14-та танкова дивізія;
- 29-та моторизована дивізія;
- 376-та піхотна дивізія (376. Infanterie-Division).

- 14-та танкова дивізія;
- 29-та моторизована дивізія;
- 376-та піхотна дивізія;
- 1-ша кавалерійська дивізія (Румунія).

- 16-та танкова дивізія;
- Парашутно-танкова дивізія «Герман Герінг» (Fallschirm-Panzer-Division Hermann Göring);
- 3-тя панцергренадерська дивізія (3. Panzergrenadier-Division);
- 15-та панцергренадерська дивізія (15. Panzergrenadier-Division);
- 29-та панцергренадерська дивізія (29. Panzergrenadier-Division);
- 90-та панцергренадерська дивізія (90. Panzergrenadier-Division).

- Парашутно-танкова дивізія «Герман Герінг».

- 15-та панцергренадерська дивізія;
- 29-та панцергренадерська дивізія;
- 5-та гірсько-піхотна дивізія (5. Gebirgs-Division);
- 44-та рейхс-гренадерська дивізія «Хох унд Дойчемайстер» (44. Infanterie-Division Hoch und Deutschmeister);
- 94-та піхотна дивізія (94. Infanterie-Division);
- 305-та піхотна дивізія (305. Infanterie-Division).

- 16-та танково-гренадерська дивізія СС «Рейхсфюрер СС» (16. SS-Panzergrenadier-Division "Reichsführer SS");
- 42-га єгерська дивізія (42. Jäger-Division);
- 65-та піхотна дивізія (65. Infanterie-Division).

- 8-ма гірсько-піхотна дивізія (8. Gebirgs-Division);
- 65-та піхотна дивізія;
- 94-та піхотна дивізія (94. Infanterie-Division);
- 305-та піхотна дивізія.